# Украинци в Румъния
Украинците в Румъния (на украински: Українці в Румунії) са 4-та по численост етническа група в Румъния. Според преброяването на населението през 2011 г. броят на хората определили се за украинци е 51 703 души, или 0,27% от населението на страната. Според оценки на Съюза на украинците в Румъния те са около 200 000 души.